# Zingiber velutinum
Zingiber velutinum là một loài thực vật có hoa trong họ Gừng. Loài này được John Donald Mood và Ida Theilade miêu tả khoa học đầu tiên năm 1999.

## Mẫu định danh
Mẫu định danh: Mood J.D. 999; thu thập ngày 23 tháng 3 năm 1995 ở cao độ 500 m, Ulu Senogang tại nơi một con suối tiếp nước cho sông Senogang, bang Sabah, Malaysia. Mẫu holotype lưu giữ tại Trung tâm Nghiên cứu Rừng ở Sandakan, Sabah (SAN), mẫu isotype lưu giữ tại Đại học Aarhus, Đan Mạch (AAU):

## Phân bố
Loài này có trên đảo Borneo, tại bang Sabah, Malaysia. Loại cây thảo này có các chồi lá cao tới 3 m, được ghi nhận ở cao độ 500 m. Nó mọc trong các khu rừng thứ sinh cũng như trên đồng bằng ngập lụt lẫn với các loài Zingiberaceae khác và các loài tre, trúc.

## Mô tả
Cây cao tới 3 m với các cụm hoa hình trứng lớn, các lá bắc màu đỏ tươi và rậm lông.